# Walter Buller
Walter Lawry Buller (ur. 9 października 1838, zm. 19 lipca 1906) – nowozelandzki prawnik, polityk oraz przyrodnik i ornitolog, specjalizujący się w ptakach Nowej Zelandii. Jego książka, A history of the birds of New Zealand, opublikowana po raz pierwszy w 1873 roku, stała się nowozelandzkim klasykiem. Członek Royal Society.

## Życiorys

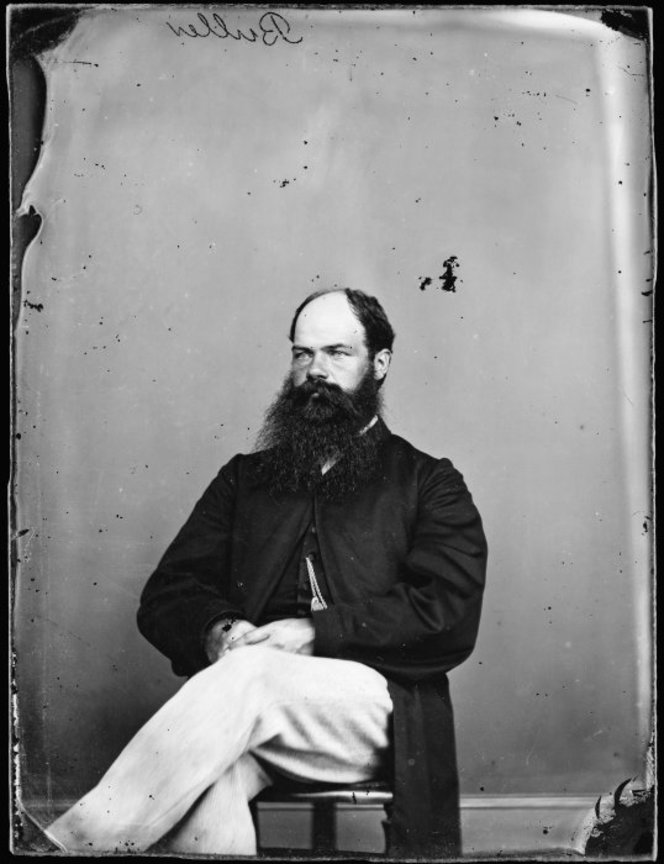
Zdjęcie Waltera Bullera, ok. 1870

Buller urodził się w metodystycznej osadzie misyjnej Newark, w rejonie zwanym Hokianga, w regionie Northland, jako syn kornwalijskiego misjonarza, wielebnego Jamesa Bullera, który nawracał mieszkańców archipelagu wysp Tonga na metodyzm. Kształcił się w Wesley College w Auckland. W 1854 roku przeniósł się wraz z rodzicami do Wellington, gdzie zaprzyjaźnił się z przyrodnikiem Williamem Swainsonem. W 1859 roku objął stanowisko Native Commissioner for the Southern Provinces, zajmując się sprawami Maorysów z Kaiapoi Native Reserve. W 1871 roku wyjechał do Anglii, gdzie uzyskał kwalifikacje pozwalające na udział w sprawach sądowych (ang.: Called to the bar) w Inner Temple. Trzy lata później powrócił do Wellington i praktykował jako prawnik.
W 1875 roku Buller został odznaczony Krzyżem Komandorskim (ang.: Companion) Orderu św. Michała i św. Jerzego, a w 1886 roku Krzyżem Komandorskim z gwiazdą (ang.: Knight Commander) tego orderu. Pomógł zorganizować wystawę naukową Sądu Nowej Zelandii na Wystawie światowej w Paryżu i został odznaczony Legią Honorową, w klasie oficera, przez prezydenta Francji w listopadzie 1889 roku. W 1886 podczas wystawy Colonial and Indian Exhibition w Londynie był Komisarzem Nowej Zelandii, za co w 1887 otrzymał Order Palm Akademickich.

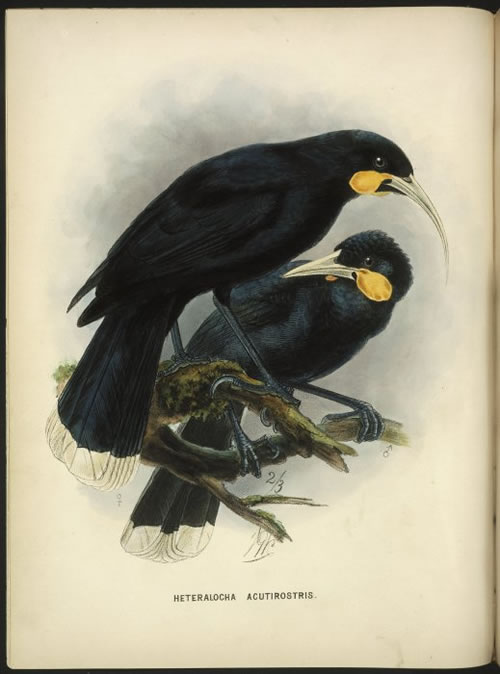
Para kurobrodów różnodziobych, rysunek Johna Gerrarda Keulemansa z książki A History of the Birds of New Zealand

Buller kilkukrotnie, bez powodzenia, startował w wyborach do nowozelandzkiego parlamentu. Zaskarżył wybory powszechne z 1876 (okręg wyborczy Manawatu; pokonany przez urzędującego Waltera Johnstona), wybory powszechne z 1881 (okręg wyborczy Foxton, kiedy to zajął czwarte miejsce spośród sześciu kandydatów), oraz wybory uzupełniające z 1891, kiedy to w okręgu wyborczym Te Aroha przegrał z Williamem Fraserem.
Później wyjechał do Anglii, gdzie zmarł 19 lipca 1906 roku we Fleet, w hrabstwie Hampshire.
W 1862 roku poślubił Charlotte Mair w Whangarei. Mieli czworo dzieci. Członek Royal Society (od 1879).

## Prace
Walter Buller wydał swoje najsłynniejsze dzieło A History of the Birds of New Zealand w latach 1872–1873 (drugie, rozszerzone wydanie 1887–1888), z ilustracjami Johna Gerrarda Keulemansa i Henrika Grönvolda. W 1882 napisał Manual of the Birds of New Zealand jako tańszą, bardziej popularną wersję poprzedniej. W 1905 roku wydał dwutomowy Supplement to the History of the Birds of New Zealand.

## Spuścizna
Buller opisał i nazwał kilka gatunków i podgatunków ptaków, w tym skalinka czarnego (Petroica traversi), skworczyka skromnego (Aplonis mavornata), pingwina szczotkoczubego (Eudyptes sclateri), czy bekasa wyspowego (Coenocorypha pusilla). Do gatunków nazwanych na cześć Bullera należą m.in.: albatros białoczelny (Thalassarche bulleri), burzyk szarogrzbiety (Ardenna bulleri) i mewa czarnodzioba (Chroicocephalus bulleri).
Nick Blake, dramaturg z Wellington, napisał spektakl o życiu Bullera, zatytułowany Dr Buller’s Birds, którego premiera odbyła się na NZ International Arts Festival w 2006 roku.